# Rödhornslökblomfluga
Rödhornslökblomfluga (Eumerus fulvicornis) är en tvåvingeart som beskrevs av Macquart 1834. Rödhornslökblomfluga ingår i släktet månblomflugor, och familjen blomflugor.
Artens utbredningsområde är Frankrike. Enligt den finländska rödlistan är arten nationellt utdöd i Finland. Artens livsmiljö är strandängar vid sötvatten. Inga underarter finns listade i Catalogue of Life.